# Jurij Kozjak
‎Jurij Kozjak, slovenski janičar je povest slovenskega pisatelja Josipa Jurčiča (1844–1881). Ustvarjal je v obdobju med romantiko in realizmom. Zgodovinsko povest je Jurčič zasnoval kot sedmošolec in je njegova prva večja povest, zgrajena na pravljici in ljudskem pripovedovanju. Jurčič si je pri pisanju pomagal z Levstikovim literarnim programom in postal spreten ljudski pripovednik. Povest je izšla v visoki nakladi leta 1864 pri Mohorjevi družbi. V slovenščini je povest Jurij Kozjak, slovenski janičar doživela okoli dvajset izdaj.

## Predstavitev lika
Jurij Kozjak je bil edini sin Marka Kozjaka, graščaka z gradu Kozjak. Bil je dedič premoženja stare rodbine. Mati mu je umrla ob rojstvu in tako je kot otrok večino časa preživel z očetom, dokler ga ni izprijeni stric Peter pri okoli rosnih šestih letih prodal Romom, ti pa Turkom za janičarja. V povesti je predstavljen kot izredno lep. Turki so Jurija učili v svoji veri. Bil je drugačen od ostalih janičarjev. Ni pobijal otrok in žensk. Verjetno je v sebi skrival delček vere, v kateri ga je vzgajal ljubeči oče.  

## Povzetek vsebine
Dogajanje je postavljeno v 15. stoletje, ko so na slovenskem ozemlju potekali boji za celjsko dediščino in ko so na tuje ozemlje sunkovito vdirali Turki. Na gradu Kozjak je živel plemenitaš, graščak Marko Kozjak z edinim sinom Jurijem in grbastim bratom Petrom. Marko je bil dober v vojskovanju, zato je bil poklican v boj proti Janu Vitovcu. Odsotnost gospodarja je dobro izkoristil brat Peter, ki se je hotel znebiti  Jurija, dediča gradu. Jurija je prodal ciganom, ti pa naprej Turkom za janičarja. Ko se je Marko vrnil iz vojske, mu je Peter čez nekaj časa razodel resnico o Juriju, ta pa je iz žalosti odšel v stiški samostan in prepustil bratu grajsko premoženje, kar si je ta vedno želel. Čez dvajset let se Jurij vrne s turško vojsko na slovensko ozemlje in postane kot glavni poveljnik janičarjev največji trepet slovenskega prebivalstva. Ko so Turki začeli oblegati muljavsko cerkev in stiški samostan, so menihi in drugi, ki so se skrili pred Turki v samostan, zajeli štiri pajdaše, vključno z Jurijem Kozjakom, kjer se po naključju sreča z očetom. Jurij ga prepozna, očetu pa se je izpolnila želja, da bi sina še enkrat objel pred svojo smrtjo. Jurij je zapustil janičarje in po očetovi smrti zagospodaril na gradu Kozjak.

## Interpretacija
- Osebe: Marko Kozjak, Jurij Kozjak, Peter Kozjak, rom Samol, hlapci, kmetje, pater Bernard
- Motivi: najti Jurija, zmagati in obraniti se pred Turki, postati junak
- Tema: hudi spopadi na slovenskem ozemlju, za vedno odgnati Turke s slovenskega ozemlja in poiskati Jurija med janičarji
- Čas: 15. stoletje
- Kraj: slovensko ozemlje, ozemlje celjskih grofov
- Sporočilo: upanje nikoli ne umre pri iskanju ljubljene osebe, vredno je varovati ozemlje svojih prednikov.
- Pripovedovalec: tretjeosebni pripovedovalec

## Prevodi
Po Modrovi evidenci je do leta 1982 izšlo 18 prevodov Jurija Kozjaka, ki jih je organiziral Ferdinand Kolednik, nadaljnjih 19 prevodov pa je šele načrtoval. 18 prevodov je ostalo v rokopisu. Pri objavljenih prevodih gre za knjige in za objave v časopisnih podlistkih, Cobiss pozna 13 prevodov (angleški, nemški, beloruski, danski, francoski, grški, hrvaški, madžarski, italijanski, poljski, ruski, španski, kitajski), polovica od tega so slikanice. 